# Rectifications orthographiques du français en 1990
Les rectifications orthographiques du français en 1990 recommandent une nouvelle orthographe, plus simple ou supprimant certaines incohérences, pour certains mots du français. Elles ont pour origine un rapport du Conseil supérieur de la langue française, publié dans les Documents administratifs du Journal officiel de la République française du 6 décembre 1990.
L'orthographe en résultant est qualifiée de « nouvelle », « recommandée », « rectifiée », « révisée », « modernisée » ou « de 1990 », par opposition à l'orthographe dite « traditionnelle » ou « ancienne ». Le Conseil international de la langue française (CILF), où tous les pays francophones sont représentés, lui a donné un avis favorable.
L'Académie française accepte les deux orthographes : « Aucune des deux graphies ne peut être tenue pour fautive » (Journal officiel), et les avalise à l'unanimité. « L'Académie n'a pas souhaité donner un caractère impératif à ces rectifications ni se limiter à une simple tolérance orthographique : elle a choisi la voie prudente de la recommandation,, ».

## Histoire

### Préludes
Le grammairien Louis Meigret propose en 1542 de simplifier l'orthographe en la rapprochant de la prononciation, puis le poète Jean Godard, en 1642, de remplacer des s muets par des accents circonflexes, de même que supprimer les lettres dites étymologiques. Celles-ci ne renvoient à aucun son prononcé, mais servent à rappeler l'étymologie d'un mot ou son ancienne graphie. Sous l'impulsion de l'abbé d'Olivet, une réforme est adoptée et consacrée dans la troisième édition du dictionnaire de l'Académie française (1740), touchant environ 5 000 mots.

### Genèse
En France, l'association pour l'information et la recherche sur les orthographes et les systèmes d'écriture (AIROE) est fondée en 1983 par Nina Catach. Cette association, composée de linguistes, de membres du Centre national de la recherche scientifique (CNRS) et de militants, se bat durant des années afin de faire reconnaître la nécessité de réformer l'orthographe de la langue française. En 2009, cette association disparaît. Elle est remplacée par le Réseau pour la nouvelle orthographe du français (RENOUVO). Dans d'autres pays francophones, comme au Québec, les associations ont eu plus de facilité pour obtenir cette réforme.
En 1988, plusieurs constats sont faits par le gouvernement de Michel Rocard : déclin de l'utilisation de la langue française au quotidien comme langue de travail à cause de sa « criminelle orthographe » (expression de Paul Valéry) ; difficultés du commerce international renforcées par les modes d'emploi des produits dans une langue française complexe donc mal traduite ; savoir mondial inventorié dans cinq grandes bibliothèques informatisées en langue anglaise dont la traduction automatique en français est plus complexe et plus couteuse (40 à 50 % plus chère que pour les langues plus phonétiques comme l'allemand, l'italien, l'espagnol, le portugais), 3 000 mots français ayant à l'époque une orthographe différente selon les dictionnaires, notamment au niveau des accents ; absence de règle lors de la création d'un nouveau mot (une ou deux dizaines de milliers créés par an, notamment dans le domaine de la pharmacie).
En France, une enquête est publiée dans le numéro du 28 février 1988 de l'organe hebdomadaire, L'École libératrice, du Syndicat national des instituteurs (SNI-PEGC),,. Alors qu'habituellement ce type d'enquête de la revue ne récolte pas plus de 30 à 50 réponses, les résultats définitifs, annoncés le 20 novembre, montrent que 1 035 des 1 150 répondants, c'est-à-dire un nombre de personnes semblable à celui utilisé lors de sondages politiques, sont pour « une simplification raisonnable et progressive de l'orthographe »,,. Prié de décider par les partisans et opposants d'une rectification, le ministère de l'Éducation nationale se prononce contre. Le 7 février 1989, dix éminents linguistes parisiens (Nina Catach, Bernard Cerquiglini, Jean-Claude Chevalier, Pierre Encrevé, Maurice Gross, Claude Hagège, Robert Martin, Michel Masson, Jean-Claude Milner et Bernard Quemada) font paraitre un manifeste à la une du journal Le Monde, manifeste ayant pour titre Moderniser l'écriture du français et souvent nommé le « Manifeste des Dix »,,. Cet appel est repris par plusieurs livres au cours de l'été ainsi que par l'ouvrage de Jacques Leconte et Philippe Cibois, Que vive l'orthographe !, paru en septembre (préface de Michel Masson et postface de Jean-Claude Barbarant, secrétaire général du SNI-PEGC),. Le 30 mai 1989, le Premier ministre français socialiste de l'époque, Michel Rocard, décide la suppression d'une assemblée consultative, le Haut Comité de la langue française, et d'un organisme administratif, le Commissariat général, tous deux rattachés à ses services, et leur remplacement par le Conseil supérieur de la langue française (CSLF), composé de ressortissants français, québécois, belges, suisses et marocains et dont il devient le président, ainsi que par la Délégation générale à la langue française,,. Le 1er juin, le Conseil des ministres vote en faveur des décrets et ceux-ci paraissent le lendemain au Journal officiel,.
Lors de la première réunion du CSLF, le 24 octobre, Rocard établit les tâches du Conseil. Il charge le CSLF de dresser un rapport d'« aménagements orthographiques » avec pour but de mettre fin à un certain nombre « d'anomalies et d'absurdités ». Le CSLF met donc en place un groupe d'experts, présidé par le linguiste Bernard Cerquiglini et composé de ses homologues Nina Catach, André Goosse, André Martinet et Charles Muller, des lexicographes Claude Kannas (responsable des dictionnaires Larousse) et Josette Rey-Debove (responsable des dictionnaires Robert), ainsi que du chef correcteur du journal Le Monde, Jean-Pierre Colignon, et de Jacques Bersani, inspecteur général de l'Éducation nationale,,. Le groupe commence sa première réunion le 12 décembre 1989. Au printemps 1990, le premier projet du groupe est remis au CSLF qui l'adopte après l'avoir examiné et discuté. Il est ensuite présenté à l'Académie française avec qui la suite de la réflexion continue lors de débats,. Le compromis de 400 propositions que représente le rapport final est atteint en faisant, selon les propositions initiales, une suppression du superflu ou au contraire un ajout d'exceptions,. Présentées par le CSLF, ces rectifications ont reçu le 3 mai 1990 un avis favorable de l'Académie française à l'unanimité, ainsi que l'accord du Conseil supérieur de la langue française du Québec et de celui de Belgique (qui, devenu en 2007 le Conseil de la langue française et de la politique linguistique, confirme sa position en sa séance plénière du 9 avril 2008). Il est présenté officiellement au Premier ministre le 19 juin 1990 et parait dans les documents administratifs du Journal officiel de la République française, no 100 du 6 décembre 1990 (JODA no 100/90), avec comme titre « Les rectifications de l'orthographe - Conseil supérieur de la langue française »,. Après sa publication, il connait un succès considérable en librairie et reçoit un avis favorable de la part du CILF où toute la francophonie est représentée,. La Fédération internationale des professeurs de français et l'Association française des enseignants de français se prononcent pour les rectifications.
Commence alors la période surnommée la « guerre du nénufar » pendant laquelle une violente campagne de presse et quelques intellectuels parisiens s'en prennent aux rectifications,. Ainsi, dans le Madame Figaro du 5 janvier 1991, face à une éventuelle suppression partielle de l'accent circonflexe, Bernard Pivot, Philippe Sollers, Jean d'Ormesson et Frédéric Vitoux expriment leur opposition. Ou encore, dans Le Monde du 30-31 décembre 1990, le Comité Robespierre, formé du polygraphe Roger Caratini, du professeur Léon Schwartzenberg, de l'avocat Jacques Vergès et du dessinateur Georges Wolinski demande « la guillotine morale du mépris contre les technocrates sans âme et sans pensée qui ont osé profaner notre langue ». En réponse à ces réactions, l'Académie française en rediscute lors d'une séance le 10 janvier et d'une réunion le 17 janvier 1991 qui aboutit à un communiqué adopté par 23 voix contre 6 dans lequel les académiciens précisent les modalités d'entrée en vigueur des rectifications,,. Ainsi, l'Académie française « rappelle que le document officiel [...] ne contient aucune disposition de caractère obligatoire. L'orthographe actuelle reste d'usage [...]. Elle estime qu'il y a avantage à ce que lesdites recommandations ne soient pas mises en application par voie impérative et notamment par circulaire ministérielle. »
« Le Conseil supérieur de la langue française, qui comprend des membres du Maroc, de Belgique et du Québec, a aussi consulté le Haut Conseil de la francophonie, où les Français ne sont pas les plus nombreux. Il y a donc eu consultation des autorités ou institutions spécialisées des pays francophones, conformément à la courtoisie et aux intérêts supérieurs de la langue française ».
Les propositions du rapport ne visent pas seulement l'orthographe du vocabulaire existant, mais aussi et surtout celle du vocabulaire à naître, en particulier dans les sciences et les techniques.
L'Association pour l'information et la recherche sur les orthographes et les systèmes d'écriture (AIROE), pour la France, l'Association pour l'application des rectifications orthographiques (APARO), pour la Belgique, le Groupe québécois pour la modernisation de la norme du français (GQMNF), pour le Québec, la Coalition pour l'application des rectifications orthographiques (CARO) réunis au sein du Réseau pour la nouvelle orthographe du français (RENOUVO), diffusent régulièrement sur leurs sites respectifs ou dans leurs revues des informations sur le sujet.
Ces règles n'ont aucun caractère obligatoire. La réforme de l'orthographe allemande de 1996 sera imposée plus fermement, par exemple en donnant une date limite aux écoles pour s'y conformer.
Les rectifications orthographiques ont été publiées en France dans le Journal officiel du 6 décembre 1990, dans la partie administrative, qui n'a pas de valeur contraignante. Or, il n'existait aucune loi portant sur la réforme de la langue française, depuis que cette mission a été attribuée à l'Académie française. Autrement dit, la réforme de la langue et de l'orthographe ne fait pas partie des domaines de compétences du gouvernement.

### Postérité
En France, depuis la parution du Bulletin officiel de l'Éducation nationale hors série no 3 du 19 juin 2008 (à la faveur d'une note page 37), « l'orthographe révisée est la référence » et est désormais incluse dans les programmes scolaires. Entre 2008 et 2010, cette réforme reste toutefois peu connue et son application varie encore d'un professeur et d'un dictionnaire à l'autre. Cependant, certaines rectifications de 1990 semblent être désormais employées par les jeunes Français[réf. nécessaire], ce qui serait la preuve d'une meilleure mise en œuvre de la réforme au cours de la décennie 2010. Par ailleurs, la réforme est largement enseignée et connue dans d'autres pays francophones, au premier rang desquels la Belgique et la Suisse.
La réforme orthographique fait l'objet régulièrement de controverses et résistances nombreuses en France (cf infra, diffusion en France). Elle a notamment été critiquée en 2016, à la faveur d'un rappel du ministère de l'Education nationale. Cela a conduit l'Académie française, qui en avait approuvé le principe en 1990, à publier le 11 février 2016 une déclaration sur la « réforme de l'orthographe » dans laquelle elle « s'interroge sur les raisons de l'exhumation par le ministère de l'Éducation nationale d'un projet vieux d'un quart de siècle et qui, à quelques exceptions près, n'a pas reçu la sanction de l'usage ». Dans la même déclaration, elle précise que sa déclaration de 1990 ne portait que sur des principes et fut votée en l'absence de tout texte, contrairement à ce qui était invoqué (en 2016) comme une approbation.

#### Poursuite du mouvement de rectification?
Les organes officiels de gestion linguistique de la francophonie septentrionale, réunis au sein d'Opale (Organismes francophones de politique et d'aménagement linguistiques), ont mis sur pied en 2006[réf. nécessaire] un Observatoire du français contemporain[réf. nécessaire], chargé d'établir les bilans nationaux de l'implantation des rectifications de 1990, mais aussi d'étudier la faisabilité scientifique d'autres rectifications portant, cette fois, sur l'orthographe grammaticale[réf. nécessaire].
Les questions ainsi à l'étude sont, par exemple, les doubles consonnes, le pluriel des noms composés et l'accord du participe passé[réf. nécessaire].
L'EROFA préconise une réforme fondée sur l'application de règles de portée générale :
- la règle avancée doit être facile à comprendre, à mémoriser et à appliquer par tout écrivant ;
- elle doit avoir une grande portée ;
- elle doit prendre en compte les réalités de la francophonie[47].

## Modifications apportées
Les modifications proposées concernent :
- le trait d'union : dans un certain nombre de mots, le trait d'union est remplacé par la soudure (exemple : « porte-monnaie » devient « portemonnaie »[réf. nécessaire], comme « portefeuille » ; exemple qui est souvent à l'honneur, la réforme de l'orthographe allemande ayant transformé « Portemonnaie » en « Portmonee ») ;
- le pluriel des noms composés : les mots composés du type « pèse-lettre » suivent au pluriel la règle des mots simples (des « pèse-lettres ») ;
- l'accent circonflexe : il est supprimé sur les lettres « i » et « u », sauf dans les terminaisons verbales (exemple : « cela est dû à ») et dans quelques mots où il est nécessaire pour la distinction entre homonymes (exemples : « qu'il fût », « mûr », « sûr ») ;
- le participe passé des verbes pronominaux : il est invariable dans le cas de « laisser » suivi d'un infinitif (exemple : « elle s'est laissé mourir ») ;
- l'accent sur le e : il se conforme à la prononciation dans asséner, recéler… et dans allègement, cèleri, crèmerie, crèneler, évènement, règlementation, sècheresse, il cèdera, puissè-je… ;
- le non-redoublement du l et du t :
  - après le son /ə/ : dentelière, interpeler, lunetier, prunelier…,
  - dans les conjugaisons ou dérivés des verbes en -eler ou -eter (sauf appeler, jeter et leurs composés) : il amoncèle, il étiquètera, il volète, amoncèlement, morcèlement, nivèlement, ruissèlement, etc. ;
- des anomalies :
  - noms de métier ou d'outil[n 2] en -er et non plus en -ier après -ill- : joailler, quincailler, serpillère…
  - mots empruntés : pour l'accentuation et le pluriel, les mots empruntés suivent les règles des mots français (exemple : un « imprésario », des « imprésarios ») ; dans beaucoup de cas, il s'agit non de nouvelles formes, mais de trancher des cohabitations existantes ;
  - séries désaccordées : des graphies sont rendues conformes aux règles de l'écriture du français (exemple : douçâtre remplace « douceâtre »), ou à la cohérence d'une série précise (exemple : « boursoufler » devient boursouffler comme souffler, « chariot » devient charriot comme charroi, charrette, charrue, « imbécillité » devient imbécilité comme imbécile) ;
  - absout (au lieu d'absous, absoute), assoir (au lieu d'asseoir), levreau (au lieu de levraut), nénufar (-ph- non étymologique), ognon (au lieu d'oignon), relai (au lieu de relais, en cohérence avec relayer), tocade (au lieu de toquade), ventail (au lieu de vantail)…

Ces propositions sont présentées, d'une part, sous forme de règles d'application générales et de modifications de graphies particulières destinées aux usagers et aux enseignants, d'autre part, sous forme de recommandations à l'attention des lexicographes et des créateurs de néologismes.

### Détails
Ces rectifications orthographiques affectent entre 2 000 mots (d'un dictionnaire d'usage courant qui en contient de 50 000 à 60 000) et plus de 5 000 mots, si l'on tient compte des termes rares ou techniques,,, ce qui est largement moins que certaines des rectifications introduites par l'Académie française lors de la parution de chacune des neuf éditions de son dictionnaire (modification de l'orthographe d'un mot sur quatre lors de la 3e édition en 1740), mais plus que celle de 1935 (plus de 500 mots concernés),,. Celles de 1990 ont introduit dix règles orthographiques :
| Règles | Exemples                                                                 | Exemples                                                          |
| Règles | orthographe traditionnelle                                               | orthographe rectifiée                                             |
| --- | ------------------------------------------------------------------------ | ----------------------------------------------------------------- |
| 1. Les numéraux composés sont toujours reliés par des traits d'union, même s'ils dépassent cent et s'ils comportent la conjonction et. Milliard, million et millier, étant des noms, ne sont pas concernés par cette rectification.                                                                                                  | vingt-trois trente et un cinq cents un six millième                      | vingt-trois trente-et-un cinq-cents un six-millième               |
| 2. Dans les noms composés de la forme verbe + nom (par exemple : pèse-personne) ou préposition + nom (par exemple : sans-papier), le second élément prend la marque du pluriel lorsque le mot est au pluriel. | des après-midi                                                           | des après-midis                                                   |
| 3. Emploi de l'accent grave (au lieu de l'accent aigu) dans un certain nombre de mots, ainsi qu'au futur et au conditionnel des verbes qui se conjuguent comme céder. | événement réglementaire je céderai, ils régleraient                      | évènement règlementaire je cèderai, ils règleraient               |
| 4. L'accent circonflexe disparait sur i et u, mais on le maintient dans les terminaisons verbales du passé simple (fîmes, fîtes ; fûmes, fûtes) et du subjonctif (fît ; fût), ainsi qu'en cas d'homonymie : dû, jeûne(s), mûr, sûr (mais murs, mure(s) ; et surs, sure(s)), croîs, croît, crû(e)(s).                                 | coût entraîner, nous entraînons paraître, il paraît                      | cout entrainer, nous entrainons paraitre, il parait               |
| 5. Les verbes en -eler ou -eter se conjuguent comme peler ou acheter, les dérivés en -ment s'écrivant comme les verbes correspondants. Exceptions : appeler, jeter et leurs composés. | j'amoncelle, amoncellement tu époussetteras                              | j'amoncèle, amoncèlement tu époussèteras                          |
| 6. Les mots empruntés forment leur pluriel comme les mots français et sont accentués conformément aux règles qui s'y appliquent. | des sandwiches revolver                                                  | des sandwichs révolver                                            |
| 7. La soudure s'impose dans un certain nombre de mots, notamment : - les composés de contr(e)- et entr(e)- - les onomatopées - les mots d'origine étrangère - les mots composés avec des éléments « savants » Il s'agit en quelque sorte d'un retour à l'orthographe d'avant le XVIIe siècle, où la plupart des mots étaient soudés. | contre-appel entre-temps tic-tac week-end agro-alimentaire porte-monnaie | contrappel entretemps tictac weekend agroalimentaire portemonnaie |
| 8. Les mots en -olle et les verbes en -otter (et leurs dérivés) s'écrivent respectivement -ole et -oter. Exceptions : colle, folle, molle et les mots de la même famille qu'un nom en -otte (comme botter, de botte). | corolle, girolle frisotter, frisottis, cachottier                        | corole, girole frisoter, frisotis, cachotier                      |
| 9. Pour montrer la prononciation du u, le tréma est, dans les mots comportant : - -guë- et -guï-, déplacé sur cette lettre. - -geure-, ainsi qu'avec le verbe arguer, rajouté à cette lettre. | aiguë, ambiguë exiguïté gageure, arguer                                  | aigüe, ambigüe exigüité gageüre, argüer                           |
| 10. Le participe passé de laisser suivi d'un infinitif est invariable (à l'image de faire). Cette invariabilité était déjà préconisée ou permise par certains grammairiens, dont Émile Littré. | elle s'est laissée mourir                                                | elle s'est laissé mourir                                          |

Il y a, en outre, une soixantaine de modifications orthographiques isolées (modifications sur des mots divers, par exemple charriot conformément à charroi, charrue).
On relève que la réforme n'inclut pas la rectification de certaines graphies erronées comme : paysanne (2e n illégitime), plantureux (de plein et non de plante), dompter (p illégitime), etc.

### Exemple
La dictée de Mérimée devient, dans cette orthographe (les termes modifiés ou confirmés par la nouvelle orthographe sont en gras) :
« Pour parler sans ambigüité, ce diner à Sainte-Adresse, près du Havre, malgré les effluves embaumés de la mer, malgré les vins de très bons crus, les cuisseaux de veau et les cuisseaux de chevreuil prodigués par l'amphitryon, fut un vrai guêpier.

Quelles que soient, quelque exigües qu'aient pu paraitre, à côté de la somme due, les arrhes qu'étaient censés avoir données la douairière et le marguiller, il était infâme d'en vouloir, pour cela, à ces fusiliers jumeaux et malbâtis, et de leur infliger une raclée, alors qu'ils ne songeaient qu'à prendre des rafraichissements avec leurs coreligionnaires. Quoi qu'il en soit, c'est bien à tort que la douairière, par un contresens exorbitant, s'est laissé entrainer à prendre un râteau et qu'elle s'est crue obligée de frapper l'exigeant marguiller sur son omoplate vieillie.

Deux alvéoles furent brisés ; une dysenterie se déclara suivie d'une phtisie et l'imbécilité du malheureux s'accrut.

« Par saint Martin, quelle hémorragie ! » s'écria ce bélitre.

À cet évènement, saisissant son goupillon, ridicule excédent de bagage, il la poursuivit dans l'église tout entière. »
— Prosper Mérimée

## Diffusion par pays

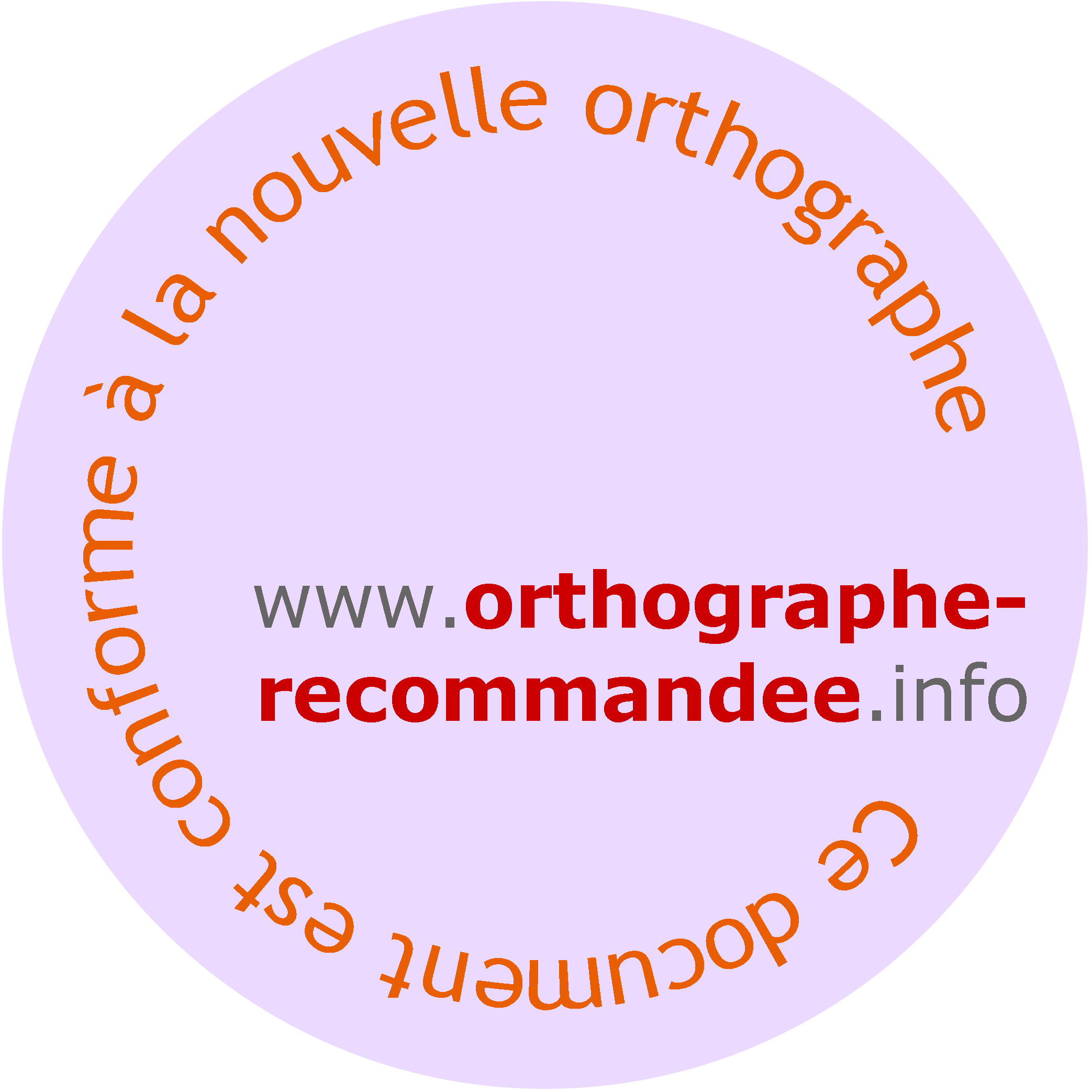
Logo de conformité à la nouvelle orthographe.

Une enquête effectuée en 2002 et 2003 auprès de 306 étudiants d'universités francophones belges, françaises, québécoises et suisses a révélé que 60 % des Belges interrogés disent connaître plus ou moins la nouvelle orthographe ; il en va de même pour 53 % des Suisses, 37 % des Québécois et 10 % des Français,,. Toutefois, les répondants français qui ont dit ne pas connaitre les rectifications, les utilisent spontanément. Ainsi par exemple 69,23 % des étudiants français de l'enquête appliquent celles qui concernent la régularisation du pluriel des mots composés. En revanche, ils ne sont plus que 3,3 % lorsqu'il s'agit de supprimer l'accent circonflexe sur le i ou aucun à écrire « ognon » à la place d'« oignon ».
Certaines rectifications figuraient déjà dans des dictionnaires et ouvrages de référence avant leur publication au Journal officiel français. D'autres étaient déjà employées, mais en étant auparavant fautives, en particulier dans les cas des accents. Ainsi, nombre de personnes n'utilisaient pas d'accents circonflexes là où les rectifications le permettent (des mots comme « boîte », « île », « il plaît »).
Pour le mot « événement », par exemple, la phonétique française veut que le « e » soit prononcé ouvert [ɛ] si la syllabe qui suit comporte un « e » muet [ə]. Ce « e » ouvert s'écrit avec un accent grave alors que l'orthographe traditionnelle « événement » emploie un accent aigu sur ce « e » ouvert. En fait, l'orthographe voulue par la réforme « évènement » était largement répandue avant 1990. Non seulement elle est conforme à la prononciation, mais même avant la réforme, des linguistes considéraient déjà que « évènement » n'était pas une faute.

### En Belgique
En 1998, les ministres de l'Enseignement obligatoire et de l'Enseignement supérieur de l'époque, respectivement Laurette Onkelinx et William Ancion, recommandent, par circulaires ministérielles dont une du 20 août intitulée « Recommandations relatives à l'application de la nouvelle orthographe », l'application de la NO dans les écoles mais sans en imposer l'enseignement,,. Leurs successeurs, respectivement Christian Dupont et Marie-Dominique Simonet, auxquels viennent s'ajouter les ministres de la Culture et de l'Audiovisuel, Fadila Laanan, et de l'Enseignement de promotion sociale, Marc Tarabella, invitent, par quatre circulaires ministérielles d'octobre 2008, les enseignants de tous niveaux à enseigner prioritairement la nouvelle orthographe dès la rentrée scolaire de la même année,,, afin de remédier à la confusion qu'entraîne la coexistence des deux orthographes.
Le mercredi 18 février 2009, les parlementaires de la Communauté française de Belgique, débattant du problème de la « fracture orthographique », sont unanimes à approuver la réforme.
À partir du 16 mars 2009, les quatre plus grands groupes de presse francophone belge (la plus grande partie de la presse de langue française et un peu plus de 90 % de la presse en ligne) mettent à disposition leurs articles dans les deux orthographes sur leur site web,,. Ainsi, l'internaute peut, au choix, consulter une des deux versions du texte sur la page internet de La Libre Belgique, Le Soir, Sud Presse, La Dernière Heure, Actu24 et La Quinzaine grâce au logiciel Recto mis au point par le Centre de traitement automatique du langage (CENTAL) de l'Université catholique de Louvain,. Ce logiciel est à la disposition des particuliers sur internet et donne, outre la rectification du texte encodé, la justification des modifications. Début août, il comptait 2,5 millions de textes rectifiés. En juin 2009, le magazine trimestriel, Prof, distribué gratuitement à tous les enseignants et tiré à 142 000 exemplaires, adopte la nouvelle orthographe,.
Plusieurs associations, comme Erofa (Études pour une rationalisation de l'orthographe française aujourd'hui), créée à l'initiative du linguiste Claude Gruaz, militent pour une rationalisation approfondie et plusieurs universités enseignent la nouvelle orthographe.
Certains magistrats appliquent la nouvelle orthographe dans leurs arrêts.

### Au Canada
Le Bureau de la traduction, organisme qui s'occupe des besoins linguistiques du Parlement, des tribunaux, des ministères et des organismes fédéraux, accepte les deux orthographes,.

#### Québec
Le Conseil supérieur de la langue française recommande depuis 2005 l'enseignement de la nouvelle orthographe dès le primaire.
L'Office québécois de la langue française (OQLF) estime que ni les graphies traditionnelles, ni les nouvelles graphies proposées ne doivent être considérées comme fautives. L'Office suit l'évolution de l'accueil réservé aux rectifications dans la documentation ainsi que dans la société québécoise et la francophonie, et il les prend en considération dans ses travaux et dans les services qu'il offre au public. Ainsi, dans Le grand dictionnaire terminologique, l'Office consigne les formes rectifiées comme variantes graphiques possibles de termes déjà en usage et habituellement orthographiés selon la graphie traditionnelle. Lorsqu'il crée ou accepte des néologismes ou lorsqu'il doit se prononcer sur des emprunts faits à des langues étrangères, l'Office applique les recommandations qui portent sur la formation des mots composés et francise les emprunts acceptables en les adaptant à la graphie du français, en modifiant l'accentuation ou en appliquant la règle générale du pluriel.
Un sondage a été effectué entre le 1er mars et le 4 avril 2018, auprès de 249 internautes, sur le site Web de l'Office, au sujet de l'orthographe rectifiée. Les résultats démontrent que les rectifications de l'orthographe s'implantent peu à peu dans l'usage. Alors qu'un sondage similaire réalisé à la fin de 2011 avait révélé que 51 % des répondants se disaient contre l'orthographe rectifiée, ce ne sont plus que 32,13 % des répondants qui se disent réfractaires ou indifférents en 2018. Par ailleurs, bien que 18,47 % des répondants avouent ne pas connaître les rectifications et que 32,13 % affirment ne pas les utiliser par choix, 49,37 % disent respecter en totalité ou en partie les règles de l'orthographe simplifiée.
En 2005, le Bureau de normalisation du Québec (BNQ) est le premier organisme de l'administration publique québécoise et probablement du monde à adopter les rectifications pour tous ses documents.
Le ministère de l'Éducation, de l'Enseignement supérieur et de la Recherche (MEESR) inclut la nouvelle orthographe dans son programme d'enseignement, l'accepte lors des épreuves uniformes de français et, depuis 2010, aussi pour les examens de fin d'année,,. Plusieurs universités québécoises l'enseignent, dont l'Université du Québec à Montréal ainsi que l'Université Laval,. De plus, cette dernière l'accepte pour les travaux d'étudiants et les examens de français,,.

#### Ailleurs au Canada
Au printemps 2009, le ministère de l'Éducation de la province de la Saskatchewan a envoyé aux directions d'écoles un communiqué contenant un miniguide des nouvelles règles de l'orthographe et expliquant que la Direction de l'éducation française locale a adopté les rectifications et que celles-ci figureront désormais dans les programmes d'études et les évaluations provinciales. Il confirme que les deux orthographes sont justes et demande de transmettre l'information aux enseignants de français.
Les provinces du Nouveau-Brunswick, de l'Île-du-Prince-Édouard et de la Nouvelle-Écosse acceptent la nouvelle orthographe lors des examens ministériels. Les écoles de la région de Moncton au Nouveau-Brunswick ont également reçu la liste alphabétique des mots touchés par les rectifications et le personnel est invité à employer les graphies rectifiées dans les documents administratifs et scolaires. Le ministère de l'Éducation néobrunswickois a demandé à son équipe la création d'un matériel d'autoformation sur les rectifications qui serait en ligne et à destination des enseignants du primaire et du secondaire.
Depuis le 1er avril 2009, tous les documents, courriers électroniques et programmes d'études de la Direction de l'éducation française (DEF) du ministère de l'Éducation de la province de l'Alberta sont en nouvelle orthographe. Le site web du ministère l'applique aussi, les enseignants ont été renseignés sur cette décision et ont reçu de la documentation au sujet des rectifications.

### En France
Un certain nombre de documents d'organismes officiels appliquent la nouvelle orthographe. Plusieurs rapports à l'Assemblée nationale sont par exemple complètement rédigés dans la nouvelle orthographe.
La volonté politique pour promouvoir cette réforme est cependant faible et fluctuante. Les principales institutions (Académie française, Éducation nationale, et Ministère de la Culture) ne sont pas au diapason, faisant preuve pour certaines de revirements et d'hésitation dans sa mise en œuvre depuis 1990.

#### Académie française
L'Académie française a inscrit à titre définitif, dans la neuvième édition de son dictionnaire, certaines modifications qui visent principalement à harmoniser l'accentuation de certains mots, par exemple « allègement » ou « allègrement ».
Cependant, dans une déclaration du 16 février 2016 relative à la mise en œuvre à la rentrée 2016 des rectifications orthographiques : « L'Académie s'interroge sur les raisons de l'exhumation par le ministère de l'Éducation nationale d'un projet vieux d'un quart de siècle et qui, à quelques exceptions près, n'a pas reçu la sanction de l'usage ».

#### Éducation nationale

##### Reconnaissance et promotion dans les programmes scolaires
Depuis 1990, les correcteurs acceptent les deux orthographes lors des examens officiels comme le bac ou le brevet.
Depuis le 12 avril 2007, la nouvelle orthographe est reconnue par l'Éducation nationale, ce qui se présente sous la forme de la note suivante à la page 81 du Bulletin officiel de l'Éducation nationale numéro 5 du 12 avril 2007 : 

« On s'inscrira dans le cadre de l'orthographe rectifiée. Les rectifications définies par l'Académie française ont été publiées au Journal officiel de la République française le 6 décembre 1990, édition des Documents administratifs. Elles se situent tout à fait dans la continuité du travail entrepris par l'Académie française depuis le XVIIe siècle, dans les huit éditions précédentes de son Dictionnaire. »

Depuis juin 2008, la nouvelle orthographe est la référence pour les programmes scolaires. Ainsi dans le programme pour l'école primaire, la page 37 du Bulletin officiel de l'Éducation nationale hors-série no 3 du 19 juin 2008 pose comme principe que : 

« L'orthographe révisée est la référence,. »

En ce qui concerne le programme du collège, on trouve le passage suivant à la page 2, section « Orthographe » du Bulletin officiel de l'Éducation nationale spécial no 6 du 28 août 2008 : 

« Pour l'enseignement de la langue française, le professeur tient compte des rectifications de l'orthographe proposées par le Rapport du Conseil supérieur de la langue française, approuvées par l'Académie française (Journal officiel de la République française du 6 décembre 1990). »

Le Bulletin officiel no 18 du 3 mai 2012 précise que :

« Les rectifications proposées en 1990 restent une référence mais ne sauraient être imposées. Certaines d'entre elles entrent progressivement dans les ouvrages de référence (dictionnaires, manuels, etc.). Dans l'enseignement aucune des deux graphies (ancienne ou nouvelle) ne peut être tenue pour fautive. »

Cette mention est reprise dans le programmes d'enseignement de l'école élémentaire publié au Bulletin officiel spécial no 11 du 26 novembre 2015 : 

« L'enseignement de l'orthographe a pour référence les rectifications 
orthographiques publiées par le Journal officiel de la République française le 6 décembre 1990. »

Les nouvelles circulaires sont ainsi rédigées en orthographe rectifiée.

##### Obstacles à son enseignement
En 2011, l'enseignement de l'orthographe réformée continue cependant de poser problème. Les livres scolaires utilisent principalement l'orthographe traditionnelle, ce qui est considéré comme un obstacle à l'enseignement de l'orthographe réformée. Les éditeurs indiquent surtout qu'ils refusent de jouer le rôle de pionniers de la réforme en l'absence d'action en ce sens du gouvernement. L'adhésion des enseignants eux-mêmes à la réforme n'est pas évidente.
Après la publication du Bulletin officiel spécial du 26 novembre 2015, certains manuels scolaires comporteront, dès la rentrée scolaire 2016, l'orthographe réformée. Certains éditeurs, en revanche, refusent en 2016 l'application de la réforme, pointant notamment du doigt l'inutilité de celle-ci et la nécessité d'intéresser les élèves à l'histoire de la langue.

#### Ministère de la Culture et de la Communication
L'organisme dédié du ministère de la Culture, la délégation générale à la langue française et aux langues de France (DGLFLF), applique dans son intégralité les rectifications dans ses bulletins et sur son site internet.

### En Haïti
La Coalition pour l'application des rectifications orthographiques (CARO) est une association fondée le 20 mars 2006, composée d'environ 500 membres en Haïti, membre du Réseau pour la nouvelle orthographe du français (RENOUVO). Pour atteindre son objectif de « promouvoir le bon usage du français et les rectifications orthographiques approuvées et recommandées par les instances francophones compétentes », elle organise, entre autres, des séminaires de formation, des ateliers et conférences mensuelles sur l'état des rectifications orthographiques et des concours de dictée.

### En Suisse
En 1996, la Délégation à la langue française (DLF) a fait distribuer, à tous les enseignants francophones du pays, la brochure Les rectifications de l'orthographe du français. Principes, commentaires et liste des graphies rectifiées à laquelle était jointe une circulaire officielle qui énonçait : 

« Comme les autres aspects de la langue, l'orthographe évolue lentement et subit périodiquement certains accommodements. Le fait de proposer de telles rectifications s'inscrit dans l'ordre des choses. Ces rectifications n'ont cependant pas force de loi ; ce sont des recommandations. Étant donné que graphies anciennes et nouvelles coexistent déjà dans beaucoup de dictionnaires ou de grammaires de référence, aucun élève ne doit être sanctionné pour avoir utilisé l'une ou l'autre variante. »

 Depuis 1998, la nouvelle orthographe est acceptée dans les écoles de la partie romande du pays. Lors de leur formation, les enseignants sont renseignés sur les rectifications. Les épreuves cantonales que passent les élèves sont écrites en orthographe rectifiée.
En 2023, seule l'orthographe rectifiée sera enseignée dans les écoles publiques romandes,. Une pétition contre cette réforme lancée par un député PLR récolte 5 000 signatures.
En Suisse allemande, les professeurs qui enseignent le français comme langue étrangère, ayant trois à quatre leçons par semaine à leur disposition, se limitent généralement, par manque de temps, à l'orthographe que leur manuel comporte. À la suite d'un sondage peu représentatif effectué en 2005 en Suisse alémanique, un questionnaire est envoyé aux professeurs de français comme langue étrangère des villes de Coire, Glaris, Pfäffikon, Winterthour et Zurich,. Sur les quatorze personnes ayant répondu, sept disent que leur manuel est entièrement ou partiellement conforme à la nouvelle orthographe, une seule aucunement et six ne disent pas ce qu'il en est ; deux disent ne pas appliquer les rectifications dans leur enseignement, sept le faire partiellement, et une complètement.

## Controverses
Les rectifications de 1990 sont critiquées sur deux fronts opposés. Les uns, principalement en France, rejettent tout ou partie des rectifications proposées, pour différentes raisons, préférant s'en tenir à l'orthographe traditionnelle. D'autres, au contraire, plutôt situés dans les autres pays francophones, souhaitent une réforme plus générale et radicale de l'orthographe.

### Oppositions et défense dustatu quo
Les oppositions à la réforme furent très vives dans les années 1990. François Bayrou crée une association Le français libre ; Philippe de Saint Robert lance une pétition nationale et fonde l'Association pour la sauvegarde et l'expansion de la langue française. Avant la séance de l'Académie du 10 janvier 1991, le Figaro rapporte que 15 membres de l'Académie (laquelle avait pourtant, à l'unanimité, donné son aval aux rectifications) déclarent publiquement être opposés aux rectifications. Selon les résultats d'un sondage, publiés en février 2016, 82 % des Français sont hostiles à cette réforme de l'orthographe.
Avec le temps, ces critiques, toujours répandues, se sont faites plus discrètes. Les principaux arguments avancés par les opposants peuvent être résumés ainsi :
- il est possible d'être opposé par principe à toute modification de l'orthographe. Cette posture idéologique a eu cours durant les siècles passés chez les défenseurs des académismes, à l'instar de Mézeray défendant en 1673 « l'ancienne orthographe qui distingue les gens de lettres avec les ignorants et les simples femmes »[107], mais elle est restée très marginale face à la réforme de 1990 ;
- certaines personnes pensent néanmoins que cette réforme conduirait à un appauvrissement et à la disparition des traces historiques présentes dans la langue (alors que quelques-unes des rectifications proposées comme charriot, nénufar ou ventail témoignent au contraire d'une volonté de revenir aux origines du mot) ;
- un deuxième argument est avancé par beaucoup, dont François Bayrou et Philippe de Saint Robert. Un certain nombre de rectifications seraient un choix fait entre plusieurs graphies déjà toutes admises, alors que les graphies anciennes demeurent correctes[108]. Plus généralement, l'idée des rectifications serait pour eux d'imposer des contraintes coercitives à la libre évolution de l'écriture de la langue, au lieu de laisser faire l'usage ;
- remise en cause du caractère contradictoire des incohérences supposées de l'ancienne orthographe. Parmi les exemples courants, « il dégèle mais il chancelle » est présenté comme contradictoire par les partisans de la réforme alors que ses opposants n'y voient pas d'incohérence ;
- le dernier argument est en général le plus employé et réunit des conservateurs et des partisans de l'évolution de l'orthographe. La réforme de 1990 est en effet beaucoup critiquée parce que ses rectifications auraient pour conséquence de complexifier l'orthographe au lieu de la simplifier, en ajoutant de nouvelles exceptions à mémoriser au lieu d'en supprimer. De nombreux exemples sont avancés, comme « un fruit mûr, mais une pomme mure », « ambigüité mais linguistique »[109], « sûr mais surement », « cachecache mais cache-cœur ».

### Défense de la réforme orthographique
Dans son livre Zéro faute - L'orthographe, une passion française, François de Closets remarque qu'à l'époque de son annonce, la nouvelle orthographe avait fait l'objet de tribunes critiques de la part d'auteurs qui y voyaient un appauvrissement de la langue française. Il avance que ce refus a pu provoquer une certaine timidité de l'Académie à faire la promotion de la réforme, timidité qui explique que la réforme ne se soit pas largement imposée. Il juge la réforme assez inoffensive, et a écrit la seconde moitié de son livre en orthographe réformée, précisément parce qu'il estime que cela permet au lecteur de constater qu'elle n'est que très peu choquante.
D'autres partisans des rectifications (dont le linguiste Klinkenberg) estiment eux aussi que les rectifications sont très timides, et les pratiquent dans le même esprit : pour montrer que l'orthographe n'est pas un monstre sacré, mais une simple technique de codification écrite de la langue, et qu'on peut dès lors améliorer cet outil sans que le monde s'écroule, ce qui ouvre la voie à d'autres étapes dans la modernisation de la graphie du français.

### Déceptions et souhaits d'une réforme plus radicale
Pour le linguiste André Chervel, partisan pour sa part d'une simplification radicale de l'orthographe, c'est la timidité de cette réforme — qu'il qualifie de « divertissement de lettrés » — qui explique son échec. Pour les auteurs de la réforme, cette légèreté était justement une manière d'éviter que la réforme ne choque trop, d'autant que dans certains cas elle corrige une fausse orthographe comme pour le mot « nénuphar » qui redevient « nénufar ». Il considère aussi que « Les éditeurs n'ont pas joué le jeu ». Déçus de ce qu'ils qualifient de « réformette », les partisans du mouvement Ortograf, fondé par Mario Périard en 2005, convient les usagers à (re)prendre possession de leur langue en proposant une orthographe profondément réformée. 
Le 15 octobre 2023, dans le journal Le Monde, est parue une tribune signée par un collectif de linguistes, d’écrivains et d’autres intellectuels appelant à « mettre à jour notre orthographe ». Les auteurs de ce texte font le triple constat de l’immobilisme de l’orthographe de la langue française depuis 1878, des mauvais résultats des pays francophones dans les enquêtes de suivi des élèves et du temps perdu par les enseignants et les élèves dans l’acquisition (approximative) de normes incohérentes. Ils demandent la mise en œuvre réelle des révisions orthographiques de 1990, non seulement à l’école mais aussi au collège et au lycée. Ils proposent aussi de supprimer l’accord du participe passé avec le complément d’objet direct placé avant l’auxiliaire « avoir ». Et ils suggèrent de régulariser en –s les pluriels actuellement en –x ; pour eux, il faut enfin « ouvrir les yeus » (sic).

## Statut dans les dictionnaires
Dans ses derniers volumes avant sa fin en 1994, le Trésor de la langue française fait figurer en général les rectifications.
Les rectifications orthographiques ont fait l'objet de circulaires concernant leur enseignement en Suisse et en Belgique.
Dans la neuvième et dernière édition en cours du dictionnaire de l'Académie française, 30 % des nouvelles graphies ont remplacé celles de la précédente édition de 1932-1935 tout en mentionnant les 70 % restantes à la fin de l'ouvrage,,. Le Dictionnaire Hachette (depuis 2002) et le Nouveau Littré (depuis 2006) les ont complètement adoptées,,.
Les dictionnaires Larousse et Robert les intègrent progressivement. Ainsi l'édition de 1993 du Petit Robert en comportait déjà environ 1500, principalement comme graphies alternatives. Celle de 2009 a introduit un grand nombre d'autres modifications. Parmi les dictionnaires des Éditions Le Robert, on constate que plus l'ouvrage s'adresse à des lecteurs avertis, plus il comporte les nouvelles graphies, sa préface ayant soin d'expliquer à l'usager ces rectifications. Par exemple, celle du Grand Robert aborde son statut actuel mais celle du Petit Robert renvoie à une brochure ayant pour titre La réforme de l'orthographe au banc d'essai du Robert, indisponible en librairie mais consultable à la Bibliothèque nationale de France. Dans ce document, les auteures Josette Rey-Debove, membre du groupe d'experts mandaté par le CSLF mais aussi lexicographe et éditrice chez Robert, et Béatrice Le Beau-Bensa, indiquent au moyen d'un symbole, dans une liste alphabétique des rectifications, si la graphie nouvelle est souhaitable, indifférente ou indésirable,. Dans son édition 2012 (parue en 2011), le Petit Larousse intègre les graphies rectifiées[réf. nécessaire].
Le Conseil international de la langue française (CILF) a adopté, pour son dictionnaire des termes officiels, la nouvelle orthographe.
L'édition 2009 du Multidictionnaire de la langue française mentionne, comme première orthographe, 60 % des rectifications, les autres modifications étant indiquées « sous la forme d'un commentaire en fin d'article ».

### Dictionnaires des correcteurs informatiques
Les professionnels favorables à l'orthographe rectifiée, dont des journalistes, ont, au début, dû s'abstenir de l'utiliser car les correcteurs informatiques ne la connaissaient pas. Jusqu'en 2003, aucun dictionnaire des correcteurs informatiques n'intégrait entièrement les rectifications, l'ancienne orthographe était souvent la configuration par défaut ou la seule disponible. Les correcteurs informatiques, maintenant tous à jour, participent désormais à en faire la promotion,. Depuis 2002-2003, ProLexis, particulièrement présent auprès des maisons d'éditions et de la presse en France, permet à l'utilisateur d'employer l'une ou l'autre des deux orthographes,. Il a, lui aussi, reçu le label de qualité pour cela. Fin octobre 2003, la cinquième édition d'Antidote, Antidote Prisme, intègre l'ensemble de la nouvelle orthographe et, après vérification par des spécialistes, est donc devenu le premier logiciel à se faire remettre un label de qualité à cet effet,. Celui-ci est accordé une fois qu'un groupe d'experts a testé le produit pour s'assurer que toutes les nouvelles graphies y figurent. À la suite de la parution de la 6e édition, Antidote RX, l'éditeur, Druide informatique, a adopté l'orthographe révisée pour toutes ses activités et communications.
Fin 2004, aucun logiciel de traitement de texte ne comporte de correcteurs informatiques reconnaissant la nouvelle orthographe. Depuis, ceux-ci (Microsoft Office, OpenOffice) l'incorporent dans leurs mises à jour, mais en laissant le choix à l'utilisateur ou en comptant les deux orthographes comme justes. C'est également le cas des logiciels développés par Mozilla, qui proposent depuis quelques années le choix entre une base de mots conforme à la réforme et une base suivant l'ancienne orthographe. Pour être certain d'avoir la nouvelle orthographe, il est possible d'installer le Dictionnaire HunSpell en français (réforme 1990). À l'installation d'OpenOffice il faut, pour que son correcteur orthographique fonctionne, télécharger un dictionnaire. Depuis 2006, il est possible d'en obtenir, à la place de celle uniquement en orthographe traditionnelle, une version uniquement en nouvelle orthographe,.
Il existe encore quelques exceptions à ce jour (septembre 2015), notamment le correcteur orthographique d'iOS (iPhone, iPad, etc.) qui utilise seulement l'orthographe traditionnelle[réf. nécessaire].

## Édition
Une soixantaine de revues françaises, belges, québécoises, notamment des sciences du langage, appliquent, plus ou moins systématiquement, les rectifications dont neuf systématiquement en Belgique,.
La plupart des éditeurs ne suivent pas encore les rectifications de 1990. Toutefois, les éditions Soleil de minuit, Amsterdam, Quadrature et Perce-Neige (depuis aout 2005) publient tous leurs ouvrages en nouvelle orthographe,.
En 2011 au CNDP, l'ouvrage de Carole Desbarats Conte d'été d'Éric Rohmer a été publié en orthographe nouvelle.
Certains auteurs insistent afin que leur maison d'édition publie leur ouvrage en NO.